# Midwest Airlines

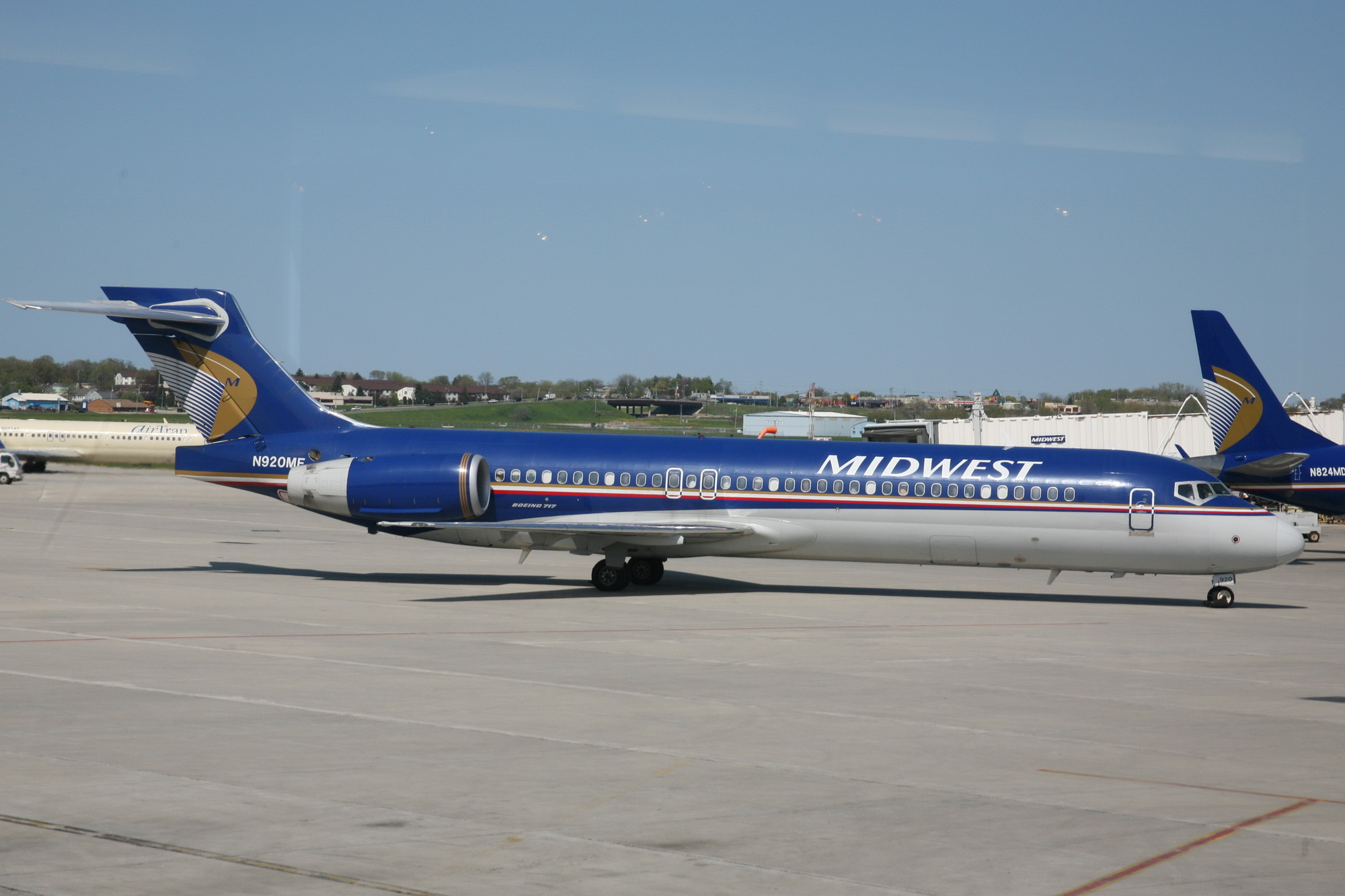
MD80 de Midwest Airlines en 2009

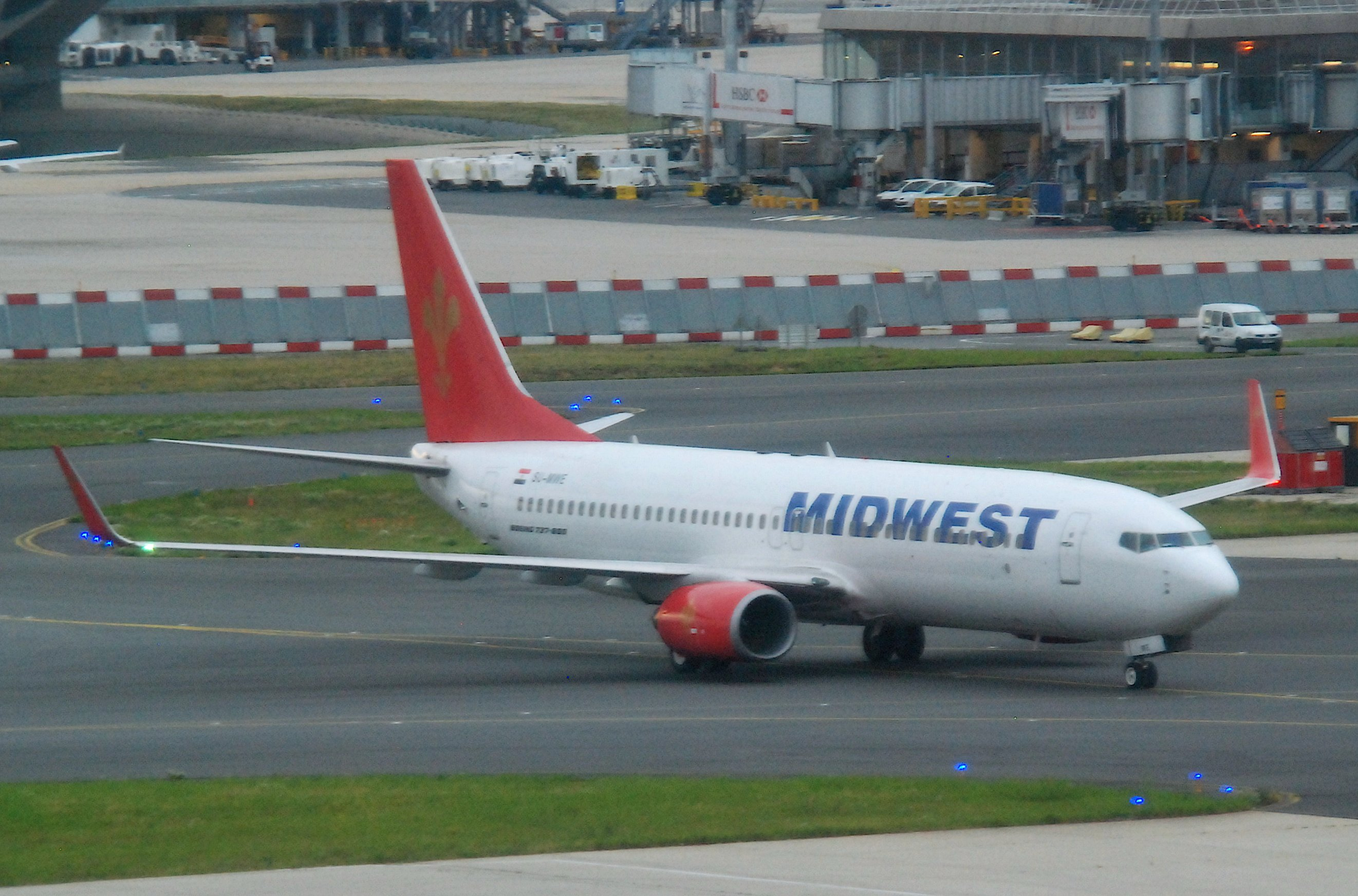
Boeing 737 de Midwest Airlines en 2011

Midwest Airlines (code AITA : YX ; code OACI : MEP) était une compagnie aérienne américaine créée en 1984 qui comprend également Midwest Connect (ex Skyway Airlines), basée à Milwaukee dans le Wisconsin.

## Histoire
Elle emploie plus de 2 000 personnes. Sa base est située sur l'aéroport international Général Mitchell de Milwaukee. Une deuxième plate-forme de correspondance a été créé à Omaha en 1994 et une troisième à Kansas City en 2000. Elle a été rachetée en juin 2009 par Republic Airways.

## Flotte
Sa flotte comprenait des jets McDonnell Douglas MD-80 et des Boeing 717.